# La Salle (Vosges)
La Salle és un municipi francès, situat al departament dels Vosges i a la regió del Gran Est. L'any 2007 tenia 379 habitants.

## Demografia

### Població
El 2007 la població de fet de La Salle era de 379 persones. Hi havia 139 famílies, de les quals 29 eren unipersonals (29 dones vivint soles i 29 dones vivint soles), 45 parelles sense fills, 57 parelles amb fills i 8 famílies monoparentals amb fills.
La població ha evolucionat segons el següent gràfic:
Habitants censats

### Habitatges
El 2007 hi havia 156 habitatges, 147 eren l'habitatge principal de la família, 6 eren segones residències i 2 estaven desocupats. 147 eren cases i 8 eren apartaments. Dels 147 habitatges principals, 125 estaven ocupats pels seus propietaris, 17 estaven llogats i ocupats pels llogaters i 5 estaven cedits a títol gratuït; 1 tenia dues cambres, 17 en tenien tres, 34 en tenien quatre i 95 en tenien cinc o més. 129 habitatges disposaven pel capbaix d'una plaça de pàrquing. A 70 habitatges hi havia un automòbil i a 70 n'hi havia dos o més.

### Piràmide de població
La piràmide de població per edats i sexe el 2009 era:
| Homes | Edats   | Dones |
| ----- | ------- | ----- |
| 0     | 95 o +  | 0     |
| 0     | 90 a 94 | 0     |
| 4     | 85 a 89 | 4     |
| 0     | 80 a 84 | 0     |
| 4     | 75 a 79 | 4     |
| 16    | 70 a 74 | 8     |
| 4     | 65 a 69 | 12    |
| 0     | 60 a 64 | 4     |
| 8     | 55 a 59 | 20    |
| 4     | 50 a 54 | 0     |
| 12    | 45 a 49 | 16    |
| 16    | 40 a 44 | 16    |
| 20    | 35 a 39 | 4     |
| 12    | 30 a 34 | 28    |
| 0     | 25 a 29 | 0     |
| 0     | 20 a 24 | 0     |
| 12    | 15 a 19 | 8     |
| 20    | 10 a 14 | 4     |
| 20    | 5 a 9   | 12    |
| 4     | 0 a 4   | 4     |

## Economia
El 2007 la població en edat de treballar era de 231 persones, 176 eren actives i 55 eren inactives. De les 176 persones actives 153 estaven ocupades (81 homes i 72 dones) i 23 estaven aturades (12 homes i 11 dones). De les 55 persones inactives 19 estaven jubilades, 18 estaven estudiant i 18 estaven classificades com a «altres inactius».

### Ingressos
El 2009 a La Salle hi havia 161 unitats fiscals que integraven 438,5 persones, la mediana anual d'ingressos fiscals per persona era de 16.639 €.

### Activitats econòmiques
Dels 7 establiments que hi havia el 2007, 1 era d'una empresa alimentària, 2 d'empreses de construcció, 2 d'empreses de comerç i reparació d'automòbils, 1 d'una empresa de transport i 1 d'una empresa d'hostatgeria i restauració.
Dels 3 establiments de servei als particulars que hi havia el 2009, 2 eren lampisteries i 1 restaurant.
L'únic establiment comercial que hi havia el 2009 era una fleca.
L'any 2000 a La Salle hi havia 3 explotacions agrícoles.

## Equipaments sanitaris i escolars
El 2009 hi havia una escola elemental integrada dins d'un grup escolar amb les comunes properes formant una escola dispersa.

## Poblacions més properes
El següent diagrama mostra les poblacions més properes.